# Runda
 Ovo je glavno značenje pojma Runda. Za druga značenja pogledajte Runda (razdvojba).
Runda (iz en. Round, preko njem. Runde) je vremenski dio meča u borilačkim športovima.
Trajanje runde ovisi o vrsti športa, vrsti natjecanja i starosti natjecatelja. Na primjer, u boksu u amaterskoj konkurenciji trajanje runde je dvije ili tri minute, s ukupno tri ili četiri runde. U profesionalnoj konkurenciji runde traju po 3 minute, s brojem rundi po dogovoru. Mečevi su se ranije (u 20. stoljeću) često zakazivali u 15 rundi, ali je zbog humanosti broj rundi smanjen na 8 ili najviše 12, dok su mečevi u počecima boksa trajali neograničen broj rundi, do pobjede. Najduži meč u povijesti boksa trajao je 110 rundi po 3 minute. Održan je 6. travnja 1893. u New Orleansu između Andyja Bowena i Jacka Burkea. Meč je završen neodlučno, jer je sudac na početku 111. runde zbog iscrpljenosti boksača prekinuo meč, nakon 7 sati i 19 minuta borbe.